# الأشعة السبعة

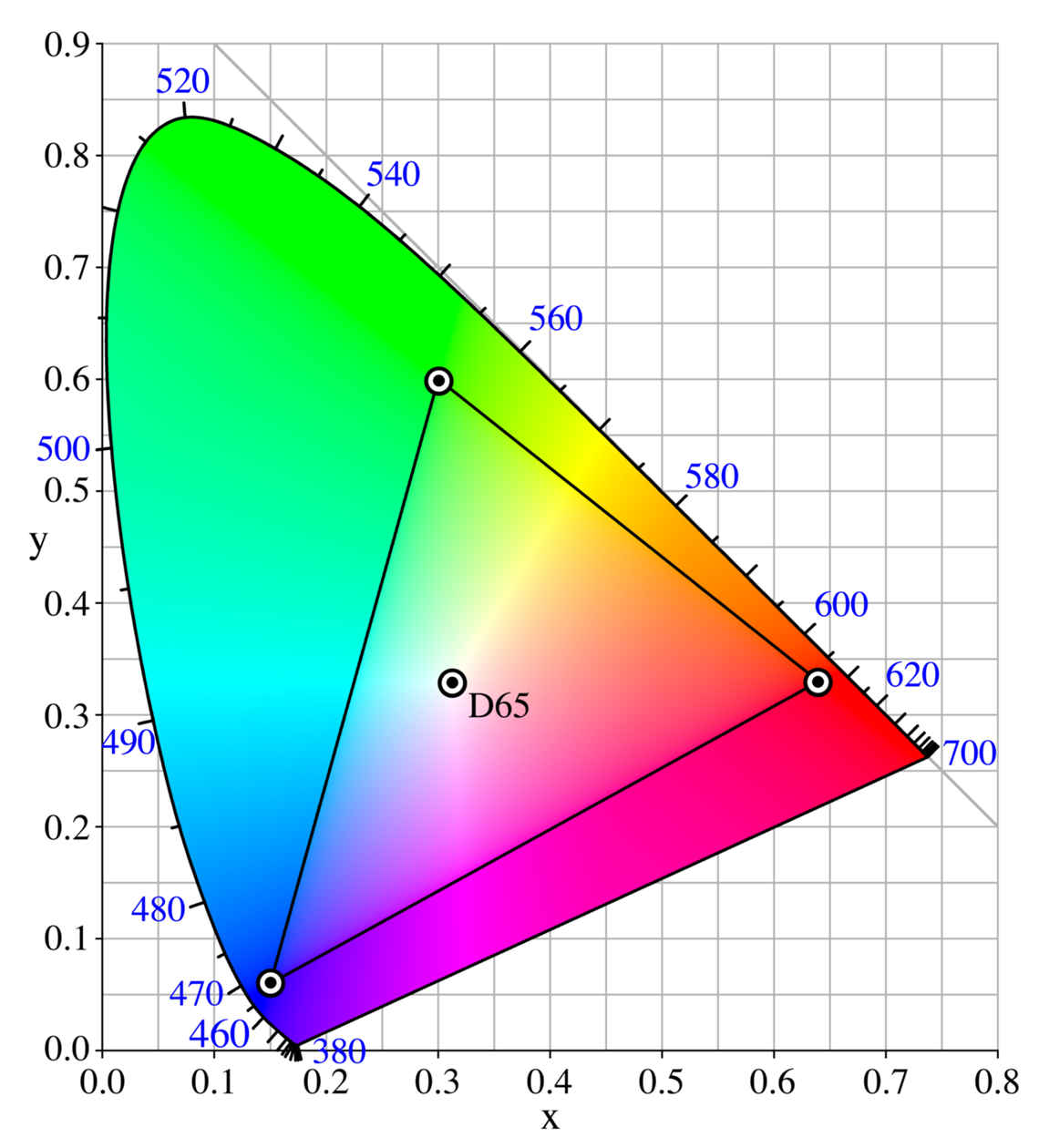
مخطط اللونية CIE 1931 xy يُظهر نطاق sRGB والنقطة البيضاء D65. يرجى الاطلاع على الملف:CIExy1931.png

الأشعة السبعة (بالإنجليزية: The seven rays)، ظهر مفهوم الأشعة السبعة في العديد من الأديان والفلسفات الباطنية في كل من الثقافة الغربية والهند منذ القرن السادس قبل الميلاد على الأقل.
يمكن رؤيته في الثقافة الغربية في الباطنية الغربية المبكرة، مثل: الغنوصية، والميثرائية، وفي النصوص والفن الأيقوني للكنيسة الكاثوليكية منذ زمن الإمبراطورية البيزنطية. وفي الهند، كان هذا المفهوم جزءًا من الفلسفة الدينية الهندوسية والكتاب المقدس منذ عهد فيشنو بورانا على الأقل والذي يعود إلى حقبة ما بعد الفيدية.
وابتداءً من أواخر القرن التاسع عشر، ظهرت الأشعة السبعة في شكل معدل ومتطور في تعاليم الثيوصوفيا، التي قدمتها لأول مرة هيلينا بلافاتسكي. طُورَ المفهوم الثيوصوفي للأشعة السبعة في أواخر القرن التاسع عشر وأوائل القرن العشرين في كتابات الثيوصوفي تشارلز ويبستر ليدبيتر، ومؤلفين آخرين مثل أليس بيلي، مانلي بي هول، وآخرين بما في ذلك تعاليم بنيامين بشكل خاص. ظهر مفهوم الأشعة السبعة مع تطور حركة العصر الجديد من منتصف إلى أواخر القرن العشرين بصفته عنصرًا من عناصر طرق الشفاء الميتافيزيقية مثل الريكي وغيرها، وفي علوم التنجيم الباطنية.

## في العصور القديمة
في الأساطير اليونانية القديمة، يتخذ زيوس شكل الثور المعروف باسم برج الثور من أجل الفوز بأوروبا. يرتبط برج الثور أيضًا بأفروديت وآلهة أخرى، وكذلك مع بان وديونيسوس، يلمع وجه برج الثور بسبعة أشعة من النار.

## التفسيرات التوفيقية
كتب الروحاني جيرالد ماسي في عام 1881 ما وصفه بالعلاقات بين الكتب الفيدية والأساطير المصرية القديمة وقصص الكتاب المقدس. افترض أن أرشون ياو "إله الشمس ذي الأشعة السبعة للأحجار الغنوصية" كان أيضًا "الثعبان أنوبيس" و"الوحش الثاني في نهاية العالم".